# Normand Lacombe
Pour les articles homonymes, voir Lacombe.
Normand Lacombe (né le 18 octobre 1964 à Montréal, Québec au Canada) est un joueur canadien de hockey sur glace.

## Carrière de joueur
Choix de 1re ronde des Sabres de Buffalo lors du repêchage de la Ligue nationale de hockey de 1983. Il a évolué deux saisons avec les Wildcats du New Hampshire au niveau universitaire américain avant de devenir joueur professionnel.
Après un départ avec les Americans de Rochester, il rejoint les Sabres où il quelques saisons avant de passer aux mains des Oilers d'Edmonton. Avec le club albertain, il remporta une Coupe Stanley au terme de la saison 1987-1988. Il termina sa carrière avec l'équipe nationale canadienne en 1992.

## Statistiques
| Saison     | Équipe                       | Ligue      |     | Saison régulière | Saison régulière | Saison régulière | Saison régulière | Saison régulière |   | Séries éliminatoires | Séries éliminatoires | Séries éliminatoires | Séries éliminatoires | Séries éliminatoires |
| Saison     | Équipe                       | Ligue      | PJ  | B                | A                | Pts              | Pun              | PJ               | B | A                    | Pts                  | Pun                  |                      |                      |
| 1979-1980  | Lions du lac Saint-Louis     | QAAA       | 42  | 20               | 33               | 53               | 40               | 5                | 4 | 4                    | 8                    | 0                    |                      |                      |
| 1980-1981  | Lions du lac Saint-Louis     | QAAA       | 47  | 36               | 59               | 95               | 48               | 6                | 3 | 4                    | 7                    | 16                   |                      |                      |
| 1981-1982  | Wildcats du New Hampshire    | NCAA       | 35  | 18               | 16               | 34               | 38               | -                | - | -                    | -                    | -                    |                      |                      |
| 1982-1983  | Wildcats du New Hampshire    | NCAA       | 35  | 18               | 25               | 43               | 48               | -                | - | -                    | -                    | -                    |                      |                      |
| 1983-1984  | Americans de Rochester       | LAH        | 44  | 10               | 16               | 26               | 45               | -                | - | -                    | -                    | -                    |                      |                      |
| 1984-1985  | Americans de Rochester       | LAH        | 33  | 13               | 16               | 29               | 33               | 5                | 3 | 1                    | 4                    | 4                    |                      |                      |
| 1984-1985  | Sabres de Buffalo            | LNH        | 30  | 2                | 4                | 6                | 25               | -                | - | -                    | -                    | -                    |                      |                      |
| 1985-1986  | Americans de Rochester       | LAH        | 32  | 10               | 13               | 23               | 56               | -                | - | -                    | -                    | -                    |                      |                      |
| 1985-1986  | Sabres de Buffalo            | LNH        | 25  | 6                | 7                | 13               | 13               | -                | - | -                    | -                    | -                    |                      |                      |
| 1986-1987  | Americans de Rochester       | LAH        | 13  | 6                | 5                | 11               | 4                | -                | - | -                    | -                    | -                    |                      |                      |
| 1986-1987  | Oilers de la Nouvelle-Écosse | LAH        | 10  | 3                | 5                | 8                | 4                | 5                | 1 | 1                    | 2                    | 6                    |                      |                      |
| 1986-1987  | Sabres de Buffalo            | LNH        | 39  | 4                | 7                | 11               | 8                | -                | - | -                    | -                    | -                    |                      |                      |
| 1986-1987  | Oilers d'Edmonton            | LNH        | 1   | 0                | 0                | 0                | 2                | -                | - | -                    | -                    | -                    |                      |                      |
| 1987-1988  | Oilers d'Edmonton            | LNH        | 53  | 8                | 9                | 17               | 36               | 19               | 3 | 0                    | 3                    | 28                   |                      |                      |
| 1988-1989  | Oilers d'Edmonton            | LNH        | 64  | 17               | 11               | 28               | 57               | 7                | 2 | 1                    | 3                    | 21                   |                      |                      |
| 1989-1990  | Oilers d'Edmonton            | LNH        | 15  | 5                | 2                | 7                | 21               | -                | - | -                    | -                    | -                    |                      |                      |
| 1989-1990  | Flyers de Philadelphie       | LNH        | 18  | 0                | 2                | 2                | 7                | -                | - | -                    | -                    | -                    |                      |                      |
| 1990-1991  | Flyers de Philadelphie       | LNH        | 74  | 11               | 20               | 31               | 27               | -                | - | -                    | -                    | -                    |                      |                      |
| 1991-1992  | Équipe nationale canadienne  | Intl.      | 11  | 1                | 4                | 5                | 16               | -                | - | -                    | -                    | -                    |                      |                      |
| Totaux LNH | Totaux LNH                   | Totaux LNH | 319 | 53               | 62               | 115              | 196              | 26               | 5 | 1                    | 6                    | 49                   |                      |                      |

## Trophées et honneurs personnels
- Eastern College Athletic Conference
  - 1982 : nommé recrue de l'année
  - 1983 : nommé dans la 2e équipe d'étoiles

## Transactions en carrière
- 6 mars 1987 : échangé aux Oilers d'Edmonton par les Sabres de Buffalo avec Wayne Van Dorp et d'un choix de 4e ronde (Peter Eriksson) lors du repêchage d'entrée dans la LNH en 1987 en retour de Lee Fogolin, Mark Napier et d'un choix de 4e ronde (John Bradley) lors du repêchage d'entrée dans la LNH en 1987.
- 5 janvier 1990 : échangé aux Flyers de Philadelphie par les Oilers d'Edmonton en retour de considérations futures.